# Frank Haith
Frank James Haith jr. (New York, 11 marzo 1965) è un allenatore di pallacanestro statunitense.

## Carriera
Dal 2004 al 2011 ha ricoperto l'incarico di capo allenatore alla University of Miami. Dal 2011 guida i Missouri Tigers, con cui ha disputato il Torneo NCAA 2012, venendo eliminato al secondo turno.

## Palmarès
- Associated Press College Basketball Coach of the Year (2012)
- Henry Iba Award (2012)